# Sutter's Mill

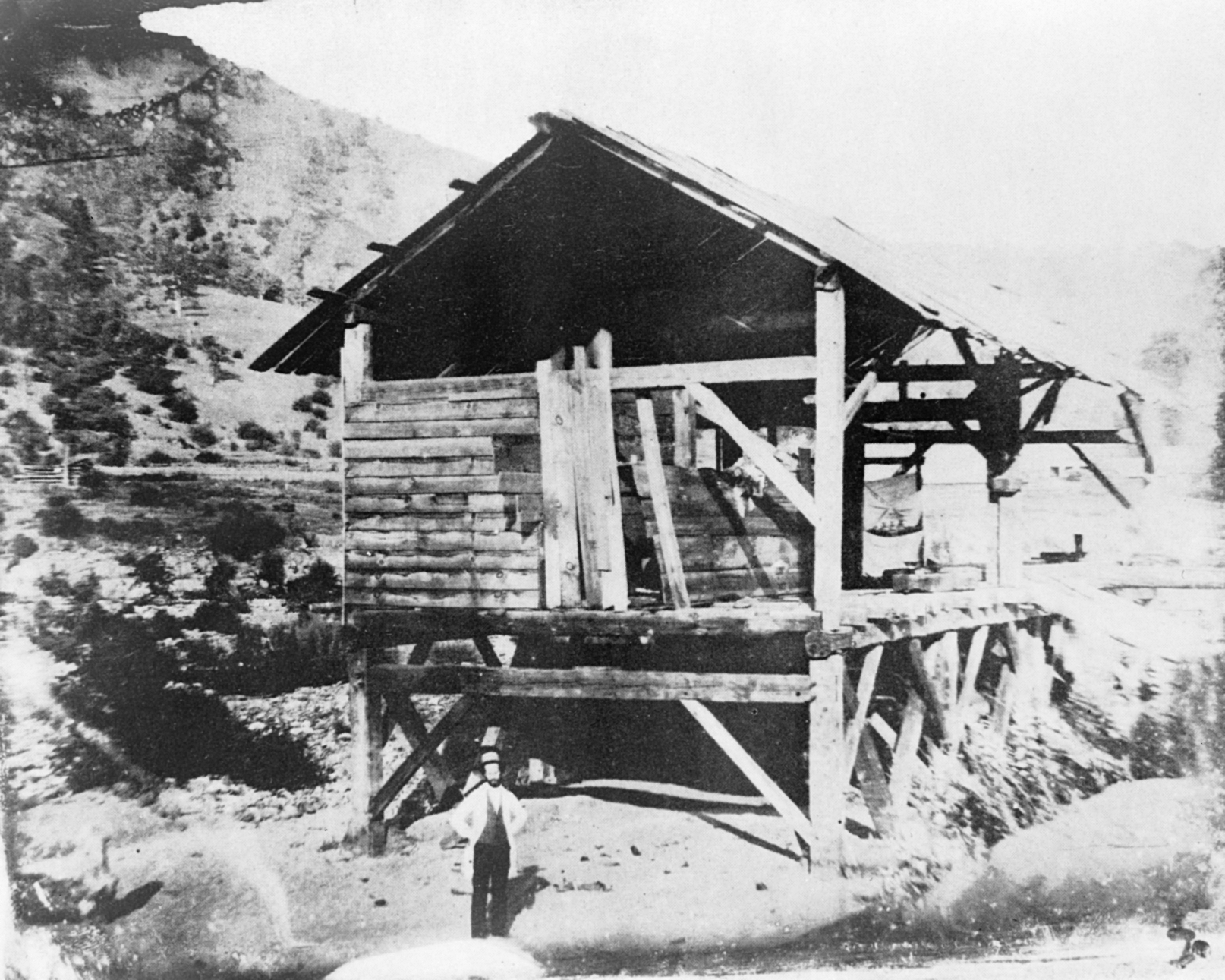
Sutter's Mill en 1850.

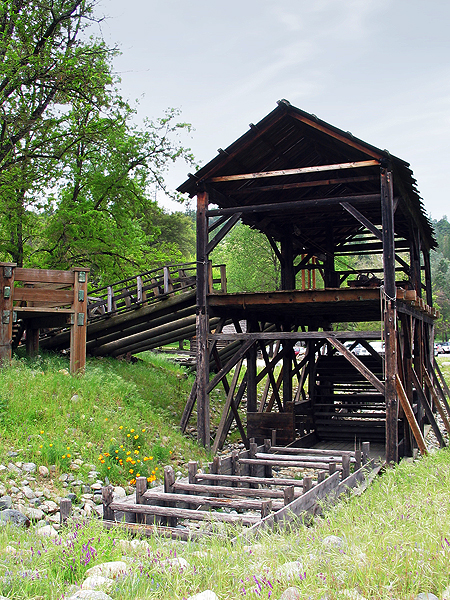
Reconstrucción actual.

Sutter's Mill fue un aserradero propiedad del pionero suizo John Sutter. Estaba localizado en Coloma, California, cerca del río Americano. El aserradero es famoso por su asociación con la fiebre del oro de California.
Fue en esta localidad donde fue encontrado oro por primera vez, en 1848, lo cual condujo a la gran oleada de inmigrantes que llegaron al territorio en busca de fortuna. El capataz de Sutter, llamado James Marshall, y sus hombres, construían el aserradero durante enero de 1848, cuando el día 24 hallaron una pepita de oro. Marshall le mostró el hallazgo a su patrón, y cada uno analizaron separadamente el metal, comprobando que se trataba de oro. Aunque Sutter quiso mantener oculta la noticia, Samuel Brannan en marzo la difundió, su propiedad y el descubrimiento se hicieron famosos por todo el país y el mundo en cuestión de meses.
El aserradero se localiza dentro del Marshall Gold Discovery State Historic Park, y está señalado como el Hito histórico 530 del estado de California.
- Datos: Q1973789
- Multimedia: Sutter's Mill / Q1973789